# Skantzoura
Skantzoura (grekiska: Σκάντζουρα) är en mindre, obebodd ö i Grekland.   Den ligger i ögruppen Sporaderna och regionen Thessalien, i den östra delen av landet, 130 km norr om huvudstaden Aten. Arean är 6,0 kvadratkilometer.